# Seny Dieng
Seny Timothy Dieng (sinh ngày 23 tháng 11 năm 1994) là một cầu thủ bóng đá chuyên nghiệp người Sénégal hiện thi đấu ở vị trí thủ môn cho câu lạc bộ Queens Park Rangers tại EFL Championship và đội tuyển quốc gia Sénégal.